# Rechtsextremismus in der Schweiz
Rechtsextremismus in der Schweiz wurde vor 2005 meist mit gewaltbereiten rechtsextremen Skinheads assoziiert; für andere Gruppierungen wurde in der Schweiz auch die Bezeichnung national- oder rechtskonservativ verwendet.
Die Schweiz versteht sich im Gegensatz zu Deutschland nicht als streitbare Demokratie. An die Beobachtung rechtsextremer Gruppierungen durch die Schweizer Staatsschutzorgane sind daher hohe Hürden angelegt. Die Verfolgung verfassungsfeindlicher Ziele reicht für eine Beobachtung nicht aus – zusätzlich muss Gewalt verübt, befürwortet oder in Kauf genommen werden. Der rechtliche Rahmen der Informationsgewinnung wird dabei durch das «Bundesgesetz über Massnahmen zur Wahrung der inneren Sicherheit» (BWIS) geregelt. In der Schweiz wird, analog zu den Verfassungsschutzberichten in Deutschland und Österreich, dem Bundesrat jährlich ein Bericht Innere Sicherheit der Schweiz vorgelegt. Dieser wird durch den Nachrichtendienst des Bundes (NDB) erstellt und enthält Informationen über rechtsextreme Bestrebungen.
Laut dem Tages-Anzeiger gab es nach Schätzungen des NDB Anfang des Jahres 2020 in der Schweiz «insgesamt 300 bis 400 gewaltbereite Rechtsextremisten, von denen ungefähr jeder vierte tatsächlich gewalttätig ist». Besonders die in der Deutschschweiz aktiven Gruppen Blood & Honour und Combat 18 gelten als gewaltbereit.

## Bedeutung
Besonderer Aufmerksamkeit kommt dem Zusammenhang zwischen dem politischen System der Schweiz und den spezifischen Erscheinungsformen von politischen Extremismus zu. Sophie Guggenberger argumentiert, dass im Dreiklang von direkter Demokratie, Föderalismus und Konkordanzdemokratie in der Schweiz die Entstehung extremistischer Bestrebungen erschwert werde. Die Parteien unterliegen einem permanenten Befassungszwang mit extremen Themen. Die etablierten Parteien seien somit zur permanenten programmatischen Wachsamkeit, Beweglichkeit und Adaptivität gezwungen. Zudem entfaltet die direkte Demokratie einen pädagogischen Befassungszwang. Die potentiell hohe Chance, politisch Gehör zu finden, gehe mit der Mässigung politischer Forderungen einher. Artikulation führt zu Diskussion und stimuliere so Lernprozesse, was zur Integration und Mässigung beiträgt. Sich selbst verstärkenden Wechselwirkungen zwischen Dogmatismus und politischen Extremismus, infolge sozialer Isolation und politischer Abstinenz, werde die Grundlage entzogen. Politischen Ohnmachtserfahrungen werde somit vorgebeugt. Kontinuierlich an den Rändern arbeitende extremistische Bestrebungen sind daher eher selten.
Historische rechtsextreme Parteien in der Schweiz sind die Nationale Front (1933–1940), die Eidgenössische Sammlung (1940–1943), die Republikanische Bewegung (1971–1990). 2000 wurde die nationalistische und rechtsextreme Partei National Orientierter Schweizer (PNOS) gegründet. Sie bewegte sich am Rande der Legalität und hatte zwei Sitze in den Ortsparlamenten von Langenthal und Günsberg. 2022 löste sie sich auf. Die 1961 gegründete Nationale Aktion und die Republikaner vereinten sich 1990 zu den Schweizer Demokraten. Sie verloren seit 2000 grosse Teile ihrer Wählerschaft an die Schweizerische Volkspartei (SVP). 2007 verloren sie bei einem Stimmenanteil von 0,5 Prozent ihren letzten Nationalratssitz. Zudem werden die Autopartei, die Nationale Initiative Schweiz (NIS), die Nationale Partei Schweiz (NPS), Cercle Thulé, die Nationale Koordination sowie die Lega dei Ticinesi mit Rechtsextremismus in Verbindung gebracht.
Zu den bekanntesten Holocaustleugnern der Schweiz zählen Gaston-Armand Amaudruz, Jürgen Graf und Bernhard Schaub.

## Geschichte
James Schwarzenbach war ein rechtspopulistischer Politiker auf nationaler Ebene. Seit Ende der 1960er Jahre wirkte er zuerst in der Nationalen Aktion gegen die Überfremdung von Volk und Heimat (NA). Der Höhepunkt seines Wirkens stelle die erste Schwarzenbach-Initiative der 1970er Jahre dar. In dieser wurde die Begrenzung der Einwanderung in die Schweiz gefordert, wodurch Angst vor «Überfremdung» geschürt und ausländerfeindliche Stimmung erzeugt wurde. Die Volksinitiative scheiterte nur knapp. Anschliessend gründete Schwarzenbach 1971 die Republikanische Bewegung, die, als Schwarzenbach 1978 die Partei verliess, bedeutungslos wurde. Der einzige Politiker rechts der NA, der nach 1945 in ein Schweizer Parlament gewählt wurde, war 1984 der Basler Eric Weber. «Abgesehen von dieser Ausnahme gilt die Regel, dass es politischem Selbstmord gleichkommt, wenn man offensichtlich mit Hitler und Nazismus sympathisiert.» Die SVP diente als Auffangbecken der zerstreuten Anhänger aus der NA.
Landesweite Bekanntheit erlangte Marcel Strebel, nachdem er am 22. August 1989 eine dunkelhäutige Frau in der Fernsehsendung Zischtigsclub bespuckt hatte.
1995 ereignete sich in Hochdorf ein Überfall rechtsextremer Hammerskins auf das Festival für Völkerfreundschaft. Es wurden mehrere Personen verletzt, ein Sachschaden von 17'000 Franken verursacht. In der französischsprachigen Westschweiz gibt es traditionell eine starke rechtsextreme Szene. Diese veranstaltet immer wieder Konzerte, zu denen Neonazis aus den Nachbarländern, vorwiegend Deutschland, anreisen. Im März 1998 konnte ein von Hammerskins organisiertes Konzert mit über 800 Zuschauern unter Berufung auf die traditionell hochgeschätzte Versammlungsfreiheit stattfinden. Ein für Ende 1998 am Genfersee geplantes Konzert der Blood-and-Honour-Bewegung, zu dem über 1500 Zuschauer erwartet wurden, verbot die Kantonsregierung dagegen wegen Verstössen gegen das Schweizer Antirassismusgesetz.
2001 erregte die Ermordung des 19-Jährigen Marcel von Allmen mediale Aufmerksamkeit. Er war mit einer Eisenstange von vormaligen Schulkollegen erschlagen worden. Hintergrund war der Wortbruch eines Schweigegelübdes des rechtsextremen «Orden der arischen Ritter». Die vier Täter wurden wegen Mordes und versuchten Mordes schuldig gesprochen.
Der Rütlischwur gehört zu den Gründungsmythen der Schweiz, weswegen an jedem 1. August, dem Schweizer Nationalfeiertag, auf der Rütli-Wiese eine offizielle Veranstaltung durchgeführt wird. Diese Veranstaltung wurde ab 1996 regelmässig von Rechtsextremisten gestört, die das Symbol nationaler Identität medial zu besetzen versuchten. Die Auseinandersetzungen von 2000 und 2005 stellten Höhepunkte dar, bei denen die Hauptredner von Rechtsextremisten aus dem Publikum ausgebuht wurden.
Seither wird der Zutritt zum Rütli am ersten August von der Schweizerischen Gemeinnützigen Gesellschaft, dem Hausmeister auf dem Rütli, kontrolliert.
Im Jahr 2016 zählte der Nachrichtendienst des Bundes 23 rechtsextreme Gewaltdelikte.

### Entwicklungen
Die Schweizer Demokratie ist zurzeit von keiner rechtsextremistischen Gruppierung schwerwiegend bedroht. Im Jahr 2005 schätzte die Schweizerische Bundespolizei, dass etwa 1200 Personen und weitere 800 «interessierte Sympathisanten» der Schweizer rechtsextremen Szene angehörten. Sie registrierte 111 rechtsextreme «Vorfälle» aus diesem Kreis.
Aktivitäten von Neonazis richten sich gegen Ausländer, politisch Andersdenkende, Homosexuelle sowie Obdachlose und Drogenkonsumenten, die sie als «Asoziale» diskriminieren. Neuerdings gerät die Skaterszene trotz ihrer unpolitischen Ausrichtung immer mehr in das Blickfeld der Neonazis.
Wie in anderen europäischen Ländern ist in der Schweiz eine «Normalisierung» des rechtsextremen Diskurses zu erkennen. Allerdings wird der Diskurs nicht nur von marginalisierten Gruppierungen aufgegriffen, sondern ebenfalls von etablierten Parteien. Dabei spielt die SVP eine ambivalente Rolle. Mit einem maximalen Wähleranteil von 29,4 Prozent (Oktober 2015, November 2023: 27,9 Prozent) ist die SVP zurzeit die wählerstärkste Partei der Schweiz. Trotz deutlicher Distanzierung zum Rechtsextremismus werden einzelnen Parteimitgliedern immer wieder die Förderung rechtsextremen Gedankenguts und Verbindungen zu rechtsextremen Organisationen vorgeworfen. Dazu gehörten Ulrich Schlüer und Emil Rahm, Pascal Junod in Genf sowie Dominique Baettig und Jean-Jacques Kottelat im Jura. Die linke WOZ nannte 2023 die Verbindungen nach Rechts der SVP «schamlos», aber ein Kontinuum.
Bis 2019 wurden jeweils mehrere rechte Gruppen im Sicherheitsbericht des Nachrichtendienstes NDB genannt. Laut Tages-Anzeiger im 2024 sei seit drei Jahren nur noch die Junge Tat explizit aufgeführt worden.
Der SVP wird im europäischen Vergleich trotz breiter Unterstützung in der Bevölkerung ein besonders ausgeprägter Populismus vorgeworfen. Ab den 1990er Jahren verzeichnete die SVP einen Zuzug von Mitgliedern aus der Autopartei und den Schweizer Demokraten, die die politische Ausrichtung der Partei zu Gunsten des Zürcher Flügels um Christoph Blocher verschoben. Dieser trat für eine Veränderung des politischen Stils der Partei ein. Der rechtspopulistische Kurs zeichnete sich durch aggressive Werbekampagnen aus. So wurden wiederholt Kampagnen zu Ausländerthemen gestartet, die in und ausserhalb der Schweiz als fremden- und minderheitenfeindlich sowie als nationalistisch kritisiert wurden. Vor allem die «Ausschaffungsinitiative» und die damit einhergehende Schäfchenplakat-Aktion von 2007, mit der die SVP in Übereinstimmung mit rechtsextremen Parteien die Ausweisung ausländischer Straftäter mitsamt ihren Familien forderte, wurde als rassistisch kritisiert und rief internationale Empörung hervor.
In der von der SVP unabhängig agierenden Jungen SVP distanzierten sich Anfang April 2024 mehrere Sektionsvorstände von der erst Anfang März in diese Position gekommenen Strategiechefin Sarah Regez, nachdem bekannt geworden war, dass sie an Veranstaltungen von Rechtsextremen teilgenommen hatte. Zuvor war im Kanton Thurgau ein Mitglied aus der Jungen SVP ausgeschlossen worden, welches in der rechtsextremen Gruppe Junge Tat Mitglied ist, respektive deren Anführer, welcher zuvor als Protagonist der «Eisenjugend» aktiv gewesen war. Die Eisenjugend wandelte sich im Folgenden unter Mitnahme der «Nationalistischen Jugend Schweiz» in die Junge Tat. Die Junge Tat vertritt laut NZZ den «Mythos, wonach eine Elite in einer grossangelegten Verschwörung die weisse Bevölkerung in Europa und den Vereinigten Staaten durch andere Bevölkerungsgruppen – etwa Migranten – ersetzen» wolle.
Die Junge Tat nahm laut Journalisten-Recherchen ab 2022 im Dach-Netzwerk «Nationale Aktionsfront» quasi als deren Jugendbewegung eine zentrale Rolle ein. Rechtsextremismus-Forscher Damir Skenderovic beschrieb die «Nationale Aktionsfront» als Gründung eines Netzwerks zur Vernetzung auch ins Ausland. Es bestehen dementsprechend Kontakte zum Rechtsextremen Netzwerk Blood and Honour, das im Gegensatz zu Deutschland in der Schweiz nicht verboten ist. Die Dynamik des Austauschs in Netzwerken halte den Nazismus wesentlich am Leben, so Skenderovic. Während früher Konzerte der Vernetzung dienten, ist die heutige Vernetzung sowie Propaganda auch über das Internet möglich. Dadurch inspirierte Einzeltäter stellen eine Gefahr dar, so galt der mutmasslich erste Rechtsterrorist der Schweiz als nur virtuell vernetzt.
Nach Ende der PNOS 2022 entstand durch einige ehemalige Mitglieder die Nationalpartei, der aktuelle Parteipräsident und treibende Kraft hinter der Gründung ist Otto R., der zuvor als PNOS-Mitglied, als Mitglied des internationalen Neonazinetzwerks Blood and Honour und als Teil der Patriotischen Front aufgefallen war.

## Dokumentation
- Kurt Pelda, Nicolas Fäs, Adrian Panholzer, Boris Gygax: Doku mit verdeckten Aufnahmen – Das geheime rechtsextreme Netzwerk der Schweiz. In: Tages-Anzeiger. 19. März 2022, abgerufen am 7. April 2024.